# さんふらわあ むらさき
さんふらわあ むらさきは、商船三井さんふらわあが運航するフェリー。大阪港（大阪南港コスモフェリーターミナル）と別府港を結ぶ航路に就航している。

## 概要
2019年11月16日に大阪-別府航路の使用船舶2隻の代替と新造船の概要が発表され、2022年8月30日に進水式を実施し就航地の大阪と大分に縁のあるパラアスリートの中西麻耶が命名を行った。2023年1月19日から試運転を始め、さんふらわあ こばるとの代船として、2023年4月14日大阪南港発便より就航。船名は第一船の由来となった関西汽船「紅丸」の姉妹船「紫丸」に由来する。
日本初のLNG燃料を採用した長距離フェリーとして、国土交通省の内航船省エネルギー格付制度で最高評価の5つ星を獲得している。
LNG燃料については九州電力から調達したLNGを別府港にてタンクローリーを介して1往復に1回供給する形とした。
2023年10月には環境問題への配慮や伝統を織り交ぜつつ最新技術を取り入れた設備等が評価され、同型船「さんふらわあ くれない」と共にグッドデザイン賞を受賞している。

## 設計
商船三井の技術開発プロジェクト「船舶維新」にて2009年に発表された環境負荷低減型フェリー案「ISHIN-II」を元とし、液化天然ガス（LNG）を中心に重油にも対応したデュアルフューエルエンジンを搭載し、硫黄酸化物の発生を無くし二酸化炭素排出量の20%削減といった環境負荷の低減や、静粛性の向上を実現した。
全長は瀬戸内海で夜間航行が可能なサイズとしては最大の199.9mとし、ドライバー不足やドライバーの時間外労働上限による「2024年問題」に対応すべく貨物積載量は約50%増加させた。

## 船内
フラックス・デザインの渡辺友之がデザインを担当し「復活ときずな（KIZUNA）」を同型2隻のコンセプトとし、世代を超え家族が集まり船旅を楽しむ願いを込めたものとした。雑魚寝型の大部屋を廃止し定員1人当たりの内装面積は6.9m2から10.9m2と大幅に拡大させ、スイート・デラックスでは和室・洋室の2室を組み合わせた利用が可能なコネクティングルームも設置された。また公室については3.6倍に拡大されプロジェクションマッピングや別府の竹細工アートも組み込む等しエンターテイメント性の向上を図った。

### 客室
| クラス                                    | 部屋数 | 眺望             | 最大定員 | 設備 |
| ----------------------------------------- | ------ | ---------------- | -------- | --- |
| スイート和洋室コネクト                    | 2室    | 海側（窓あり）   | 4-6名    | ツインベッド、布団、ユニットバス、洗面台、 テレビ、 冷蔵庫 、電気ケトル、ドライヤー、空気清浄機、コンセント         |
| セミスイートコネクト                      | 2室    | 海側（窓あり）   | 3名      | ツインベッド、ソファベッド、シャワー、洗面台、テレビ、 冷蔵庫 、電気ケトル、ドライヤー、空気清浄機、コンセント      |
| スイート                                  | 12室   | 海側（窓あり）   | 3名      | ツインベッド、ソファベッド、ユニットバス、洗面台、 テレビ、 冷蔵庫 、電気ケトル、ドライヤー、空気清浄機、コンセント |
| スイートバリアフリー                      | 1室    | 海側（窓あり）   | 4名      | ツインベッド、ソファベッド、ユニットバス、洗面台、 テレビ、 冷蔵庫 、電気ケトル、ドライヤー、空気清浄機、コンセント |
| セミスイート                              | 13室   | 海側（窓あり）   | 3名      | ツインベッド、ソファベッド、シャワー、洗面台、テレビ、 冷蔵庫 、電気ケトル、ドライヤー、空気清浄機、コンセント      |
| デラックスコネクト                        | 4室    | 海側（窓あり）   | 3名      | ツインベッド、ソファベッド、シャワー、洗面台、テレビ、 冷蔵庫 、電気ケトル、ドライヤー、空気清浄機、コンセント      |
| セミデラックス和室コネクト                | 4室    | 海側（窓あり）   | 4名      | 布団、シャワー、洗面台、テレビ、 冷蔵庫 、電気ケトル、ドライヤー、空気清浄機、コンセント                            |
| デラックス和室                            | 4室    | 海側（窓あり）   | 4名      | 布団、シャワー、洗面台、テレビ、 冷蔵庫 、電気ケトル、ドライヤー、空気清浄機、コンセント                            |
| デラックス                                | 11室   | 海側（窓あり）   | 3名      | ツインベッド、ソファベッド、シャワー、洗面台、テレビ、 冷蔵庫 、電気ケトル、ドライヤー、空気清浄機、コンセント      |
| デラックスウィズペット                    | 7室    | 海側（窓あり）   | 4名      | 布団、シャワー、洗面台、テレビ、 冷蔵庫 、電気ケトル、ドライヤー、空気清浄機、コンセント、水用皿、ペットシート      |
| スーペリアシングル                        | 30室   | 通路側（窓なし） | 1名      | シングルベッド、シャワー、洗面台、テレビ、冷蔵庫、ドライヤー、空気清浄機、コンセント                                |
| スーペリアツイン                          | 26室   | 通路側（窓なし） | 2名      | ツインベッド、シャワー、洗面台、テレビ、冷蔵庫、ドライヤー、空気清浄機、コンセント                                  |
| プライベートツイン                        | 4室    | 通路側（窓なし） | 2名      | ツインベッド、テレビ、空気清浄機、コンセント                                                                        |
| プライベートシングルツイン                | 4室    | 通路側（窓なし） | 2名      | シングルベッド、ソファベッド、テレビ、空気清浄機、コンセント                                                        |
| プライベートベッドグループ                | 17室   | 通路側（窓なし） | 4-6名    | 階段式2段ベッド×2、テレビ、空気清浄機、コンセント、洗面台 （通常4名16室・バリアフリーのみソファベッド付き6名1室）   |
| プライベートシングル                      | 18室   | 通路側（窓なし） | 1名      | シングルベッド、テレビ、コンセント                                                                                  |
| プライベートベッド （相部屋）             | 15室   | 通路側（窓なし） | 16名     | 階段式2段ベッド、テレビ、コンセント                                                                                 |
| グループ和室                              | 5室    | 通路側（窓なし） | 3-4名    | 布団、テレビ、空気清浄機、コンセント                                                                                |
| スタンダードシングル （ドライバールーム） | 89室   | 通路側（窓なし） | 1名      | シングルベッド、洗面器、テレビ、コンセント                                                                          |